# 安尼塔 (愛荷華州)
安尼塔（英語：Anita）是美国艾奥瓦州卡斯縣下轄的一个城市。2010年人口统计为972人。